# Commission de Vincennes
La commission de Vincennes est une commission mise en place par le ministère de la Guerre en France.
Elle avait pour objet d'évaluer les armes avant qu'elles ne soient commandées et remises aux forces armées.

## Liste de matériels ayant été évalués par la commission de Vincennes
- 2 avril 1935 : FCM 36, char léger[1]